# Kihira Rika
Kihira Rika (紀平 梨花 (Kỷ Bình Lê Hoa)  sinh ngày 21 tháng 7 năm 2002) là một vận động viên trượt băng nghệ thuật người Nhật Bản, thi đấu ở hạng mục đơn nữ. Cô là nhà vô địch Grand Prix Final 2018-2019, vô địch Four Continents 2019 và 2020, vô địch quốc gia Nhật Bản 2019, vô địch Giải thiếu niên toàn quốc Nhật Bản 2017-2018 và hai lần giành huy chương trong Giải vô địch quốc gia (huy chương đồng 2017, huy chương bạc 2018).
Kihira là nữ vận động viên thứ 9 trong lịch sử thực hiện thành công cú nhảy Triple Axel (3,5 vòng Axel, viết tắt: 3A) trong một giải đấu quốc tế. Cô còn là nữ vận động viên đầu tiên thực hiện thành công tổ hợp 3A + cú nhảy 3 vòng trong một giải đấu quốc tế do Liên đoàn trượt băng quốc tế (ISU) tổ chức. Thuộc lứa vận động viên trẻ xuất sắc của Nhật Bản, cô hiện được đặt kỳ vọng rất lớn cho Olympic mùa đông 2022.

## Tiểu sử
Kihira sinh ngày 21 tháng 7 năm 2002 tại Nishinomiya, Nhật Bản.

## Sự nghiệp thi đấu
Kihira lần đầu trượt băng lúc 3 tuổi, khi cô cùng mẹ và chị gái đến sân trượt, đến khi lên 5, cô bắt đầu tập luyện môn thể thao này.
Mùa giải 2015-2016, cô thi đấu ở cấp độ Thiếu nhi A và giành chiến thắng ở Triglav Trophy.

### Mùa giải 2016-2017: Cấp độ thiếu niên
Kihira chuyển lên cấp độ thiếu niên vào mùa giải 2016-2017. Đầu tháng 9/2016, cô giành huy chương vàng giải JGP Czech Rep. thuộc chuỗi Grand Prix Thiếu niên ở Cộng hòa Séc với cánh biệt điểm chỉ 0,08 so với huy chương vàng Anastasiia Gubanova. Tại giải đấu Grand Prix tiếp theo ở Slovenia, cô vượt mặt nhà vô địch giải thiếu niên thế giới Honda Marin với khoảng cách 15,49 điểm. Cũng trong tại giải đấu này, Kihira đã tiếp đất thành công cú nhảy 3A trong phần thi tự do. Cô đủ điểm để tham dự Grand Prix Final Thiếu niên 2016-2017 tại Pháp và xếp thứ 4 trong cuộc thi này.

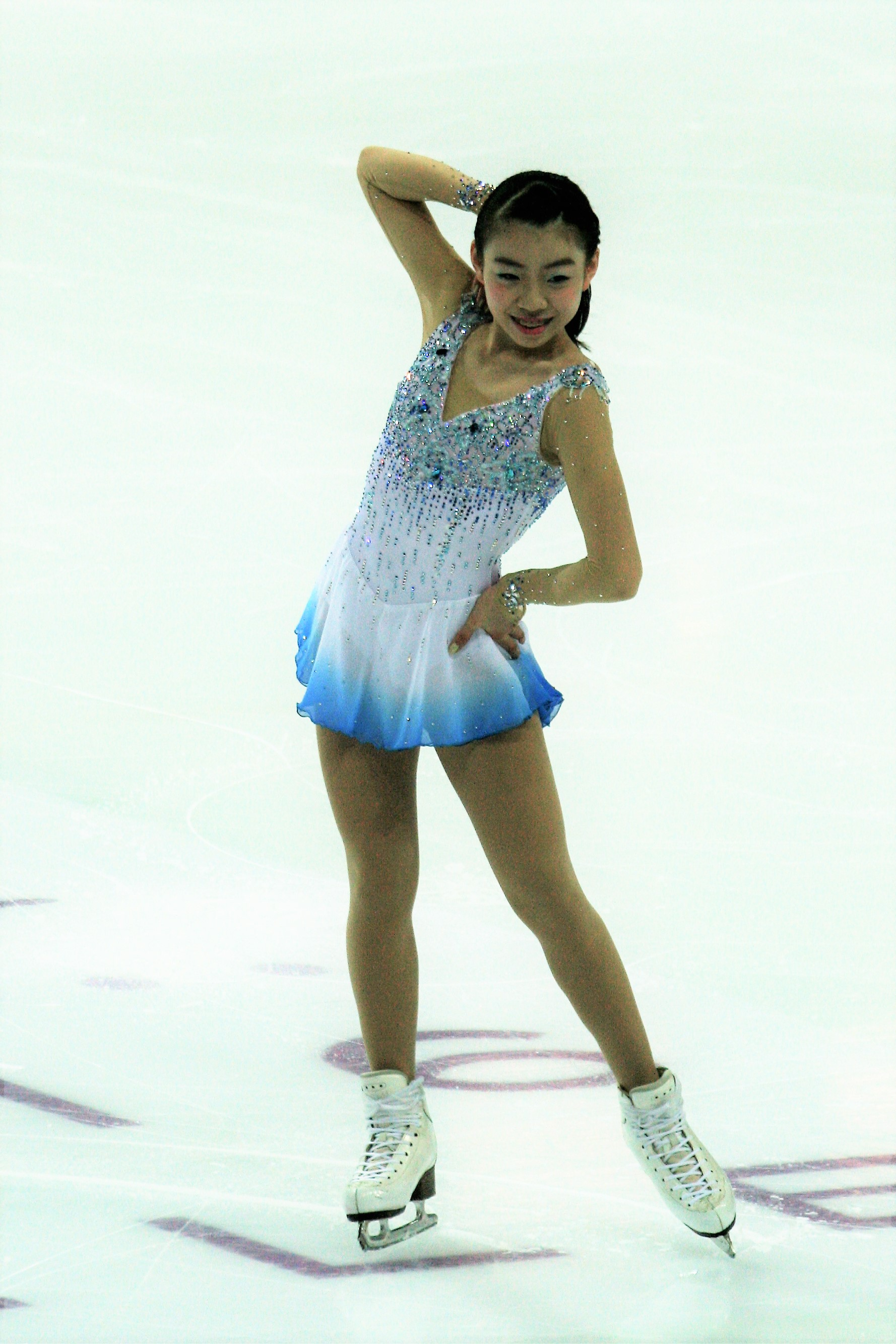
Kihira Rika tại Grand Prix Final 2016-2017

### Mùa giải 2017-2018
Kihira mở đầu mùa giải bằng chiến thắng tại Asian Trophy ở Hồng Kông.
Bước vào mùa giải Grand Prix, Kihira giành huy chương bạc tại giải JGP Latvia, để thua trước Daria Panenkova. Tiếp đó cô giành huy chương đồng tại JGP Italy, xếp sau Sofia Samodurova và Alena Kostornaia. Kết quả hai giải đấu này giúp cô lần thứ hai tham dự Grand Prix Final Thiếu niên. Tại giải Grand Prix Final thiếu niên 2017-2018, Kihira trở thành vận động viên nữ đầu tiên thực hiện thành công tổ hợp 3A+cú nhảy 3 vòng trong một giải đấu quốc tế được tổ chức bởi ISU. Chung cuộc, cô xếp ở vị trí thứ 4.

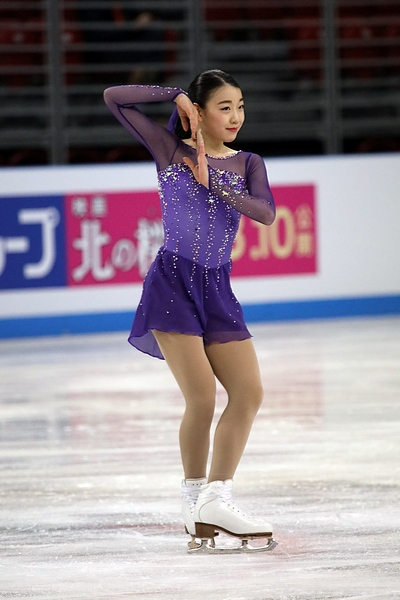
Kihira Rika tại Giải vô địch thiếu niên thế giới 2018

Tại Giải vô địch quốc gia năm 2017, Kihira giành huy chương đồng sau khi xếp ở vị trí thứ 5 trong phần thi ngắn và vị trí thứ 2 sau phần thi tự do. Kihira được chọn tham gia Giải vô địch thiếu niên thế giới năm 2018, tại đây cô xếp vị trí thứ 8.

### Mùa giải 2018-2019: Cấp độ trưởng thành
Kihira giành chiến thắng đầu tiên ở cấp độ trưởng thành tại giải Ondrej Nepela Trophy 2018.
Tại NHK Trophy thuộc hệ thống Grand Prix, cô xếp thứ 5 sau phần thi ngắn (69,59 điểm) và xếp thứ nhất sau phần thi tự do (154,72 điểm), vượt qua đương kim vô địch Nhật Bản Miyahara Satoko và nhà vô địch thế giới 2015 Elizaveta Tuktamysheva để giành huy chương vàng giải đấu Grand Prix đầu tiên ở cấp độ trưởng thành với số điểm tổng là 224,31.
Tiếp đó, Kihira giành chiến thắng tại Internationaux de France và đủ tiêu chuẩn tham dự Grand Prix Final 2018-2019.
Tại Grand Prix Final 2018-2019, Kihira thiết lập kỷ lục thế giới đối với bài thi ngắn (82,51) và đứng ở vị trí thứ nhất. Cô cũng xếp thứ nhất phần thi tự do với số điểm 150,61. Chung cuộc, cô vượt qua nhà vô địch Olympic 2018 Alina Zagitova để giành huy chương vàng với số điểm tổng là 233,12.
Tháng 12/2018, tại Giải vô địch quốc gia Nhật Bản, cô xếp thứ 5 sau phần thi ngắn và xếp thứ nhất phần thi tự do, chung cuộc, cô giành huy chương bạc, thua sau Sakamoto Kaori và xếp trước Miyahara Satoko. Thành tích này giúp cô được lựa chọn tranh tài tại Giải vô địch thế giới 2019.

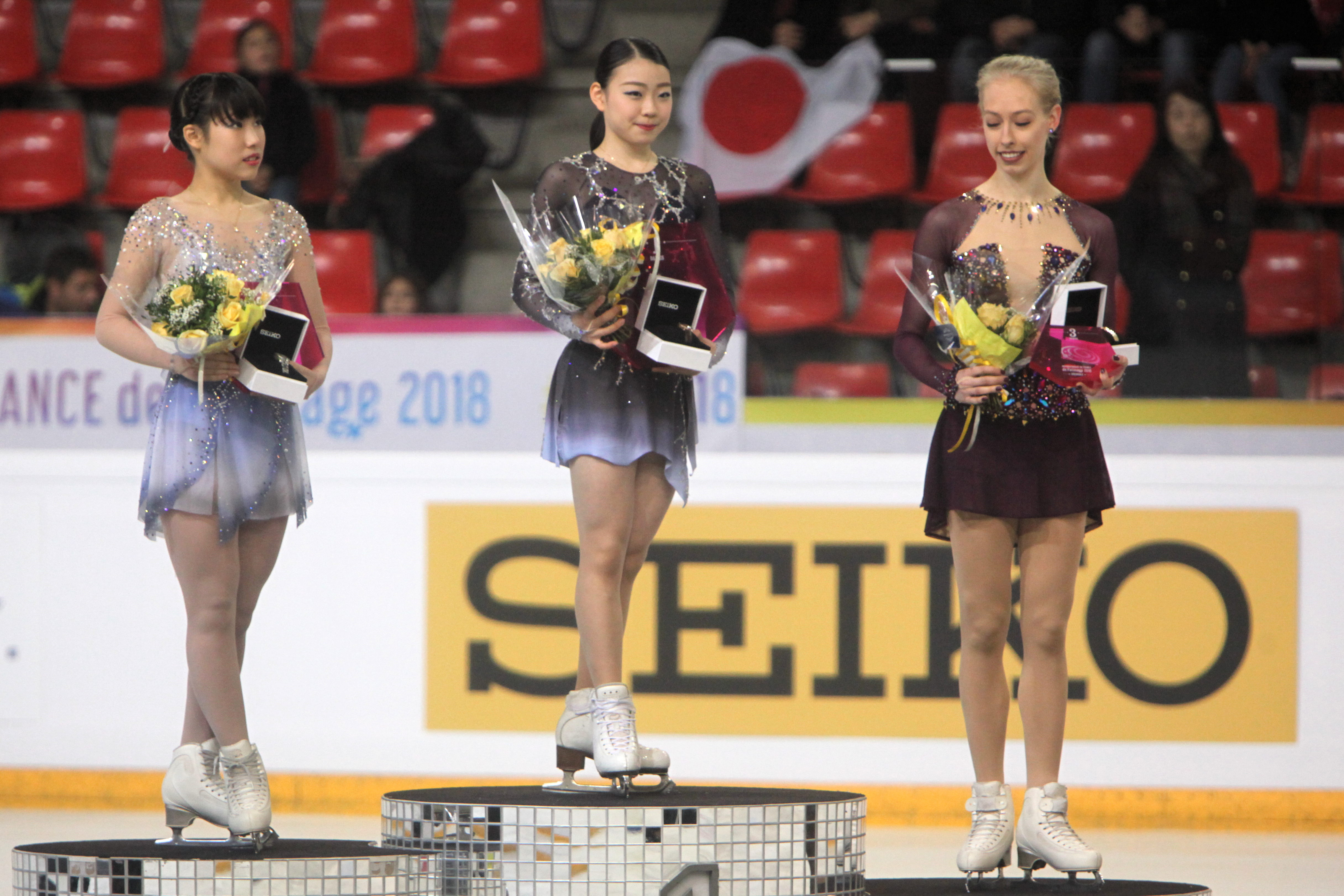
Kihira Rika tại lễ giao giải Internationaux de France 2018 (GP France)

Tháng 2/2019, Kihira tham dự Giải vô địch Four Continents 2019 tại Anaheim (Mỹ). Kihira xếp thứ 5 phần thi ngắn với 68,85 điểm, đúng nhất phần thi tự do với 153,14 điểm, cô giành huy chương vàng với tổng điểm 221,99 điểm, cách biệt 14,53 điểm so với huy chương bạc Elizabet Tursynbaeva.
Tháng 3/2019, Kihira tham dự Giải vô địch thế giới 2019 tổ chức tại Saitama. Cô xếp thứ 7 phần thi ngắn với 70,9 điểm, xếp thứ 2 phần thi tự do với 152,59 điểm. Chung cuộc, Kihira dừng lại ở vị trí thứ 4 với 223,49 điểm.
Kihira khép lại mùa giải 2018-2019 bằng tấm huy chuơng bạc tại Giải vô địch đồng đội thế giới 2019 cùng đội tuyển Nhật Bản. Tại đây, cô lập kỷ lục thế giới mới đối với phần thi ngắn (82,51 điểm).

### Mùa giải 2019-2020
Kihira mở đầu mùa giải này bằng chiến thắng tại giải Autumn Classic International (Canada). Cô đứng nhất cả hai phần thi, bài thi ngắn đạt 78,18 điểm, bài thi tự do đạt 145,98 điểm, tổng điểm 224,16.
Tại giải Skate Canada thuộc khuôn khổ Grand Prix, Kihira đứng nhất phần thi ngắn với 81,35 điểm, về nhì phần thi tự do với 148,98 điểm, cô được 230,33 tổng điểm và về nhì sau Alexandra Trusova (Nga) - vận động viên nhảy 3 cú quad trong phần thi tự do. Kihira tiếp tục giành huy chương bạc giải Grand Prix thứ hai là NHK Trophy, để thua bạn đồng môn của Alexandra Trusova - Alena Kostornaia, cũng nhảy 3A như cô. Cô đủ điều kiện tham dự Grand Prix Final, tại giải này, cô xếp thứ 6 phần thi ngắn, phần thi tự do, cô đã thử nhảy 4S nhưng bị ngã và xếp thứ 4, chung cuộc xếp thứ 4. Sau thất bại ở Grand Prix Final, Kihira chia sẻ: "Hiện tại nhiều vận động viên nữ đều nhảy các loại quad khác nhau và tôi biết là tôi cần tập luyện nhiều hơn. Tất nhiên là tôi muốn tự tin trong quad Salchow trước, sau đó có thể tôi sẽ thử quad toe loop".
Cuối tháng 12/2019, Kihira giành danh hiệu vô địch quốc gia Nhật Bản đầu tiên sau khi đứng nhất cả hai phần thi.
Tháng 2/2020, Kihira trở thành vận động viên nữ đầu tiên vô địch Four Continents 2 lần liên tiếp.

## Bài thi
| Mùa giải  | Bài thi ngắn                                                                                     | Bài thi tự do | Bài biểu diễn |
| --------- | ------------------------------------------------------------------------------------------------ | --- | --- |
| 2019-2020 | - Breakfast in Baghdad Sáng tác: Ulf Wakenius Trình bày: Youn Sun Nah Biên đạo: Shae-Lynn Bourne | - O Virtus Sapientae Sáng tác: Hildegard of Bingen Trình bày: Maya Beiser - Beirut Taxi Sáng tác: Alexandre Desplat - Wings of the Eagle Sáng tác: Uttara-Kuru - Caravans on the Move Sáng tác: Mike Batt - Mother Tongue Sáng tác: Lisa Gerrard & Brendan Perry Trình bày: Dead Can Dance - Sacred Stone Sáng tác: Sheila Chandra & Steve Coe Trình bày: Sheila Chandra - In a Moment of Greatness Sáng tác: Larry Groupé Biên đạo: Tom Dickson | - Spirit - Bigger Trình bày: Beyonce                                                                                       |
| 2018-2019 | - Clair de Lune Sáng tác: Claude Debussy Biên đạo: David Wilson                                  | - A Beautiful Storm Sáng tác: Jennifer Thomas Biên đạo: Tom Dickson | - La Vie en rose Thể hiện: Édith Piaf - Faded Sáng tác: Alan Walker                                                        |
| 2017-2018 | - Kung Fu Piano Thể hiện: The Piano Guys Biên đạo: Tom Dickson                                   | - La Strada Sáng tác: Nino Rota Biên đạo: Jeffrey Buttle | - La Vie en rose Thể hiện: Édith Piaf - Symphony Thể hiện: Clean Bandit ft. Zara Larsson                                   |
| 2016-2017 | - Tzigane Sáng tác: Maurice Ravel Biên đạo: Jeffrey Buttle                                       | - Rhapsody in Blue Sáng tác: George Gershwin Biên đạo: Tom Dickson | - Symphony Thể hiện: Clean Bandit ft. Zara Larsson - A Whole New World (Nhạc phim Aladdin) Sáng tác: Alan Menken, Tim Rice |
| 2015-2016 | - Die Fledermaus Soạn nhạc: Johann Strauss II                                                    | - The Kiss of the Vampire Soạn nhạc: James Bernard | |

## Kỷ lục và thành tựu
- Vận động viên nữ đầu tiên thực hiện thành công tổ hợp cú nhảy 3A+3T tại Grand Prix Final Thiếu niên 2017-2018.
- Vận động viên nữ nhỏ tuổi nhất thực hiện thành công cú nhảy 3A tại JGP Slovenia 2016 (14 tuổi 54 ngày).
- Vận động viên nữ đầu tiên tiếp đất thành công 8 cú nhảy 3 vòng trong phần thi tự do (bao gồm: 3A, 3Lz+3T, 3Lo, 2A+3T, 3F+2T+2Lo, 3S, 3Lz) tại giải đấu JGP Slovenia 2016.

### Kỷ lục thế giới
Kihira đã thiết lập 3 kỷ lục thế giới theo hệ thống tính điểm mới được áp dụng kể từ mùa giải 2018-2019. 
| Bài thi ng    | Bài thi ng | Bài thi ng                          | Bài thi ng                                                    |
| Ngày          | Điểm số    | Giải đấu                            | Ghi chú                                                       |
| ------------- | ---------- | ----------------------------------- | ------------------------------------------------------------- |
| 11/04/2019    | 83,97      | Giải vô địch đồng đội thế giới 2019 | Kỷ lục bị Alena Kostornaia phá vỡ tại NHK Trophy 2019         |
| 06/12/2018    | 82,51      | Grand Prix Final 2018-2019          |                                                               |
| Bài thi tự do |            |                                     |                                                               |
| Ngày          | Điểm số    | Giải đấu                            | Ghi chú                                                       |
| 22/09/2018    | 147,37     | CS Ondrej Nepela Trophy 2018        | Kỷ lục bị Alina Zagitova phá vỡ tại CS Nebelhorn Trophy 2018. |

## Thành tích thi đấu
GP: Grand Prix; JGP: Grand Prix Thiếu niên
| Quốc tế (cấp độ trưởng thành)    | Quốc tế (cấp độ trưởng thành) | Quốc tế (cấp độ trưởng thành) | Quốc tế (cấp độ trưởng thành) | Quốc tế (cấp độ trưởng thành) | Quốc tế (cấp độ trưởng thành) | Quốc tế (cấp độ trưởng thành) |
| Giải đấu                         | 2014-15                       | 2015-17                       | 2016-17                       | 2017-18                       | 2018-19                       | 2019-20                       |
| -------------------------------- | ----------------------------- | ----------------------------- | ----------------------------- | ----------------------------- | ----------------------------- | ----------------------------- |
| Giải vô địch thế giới            |                               |                               |                               |                               | Thứ 4                         |                               |
| Four Continents                  |                               |                               |                               |                               | Thứ 1                         | Thứ 1                         |
| GP Final                         |                               |                               |                               |                               | Thứ 1                         | Thứ 4                         |
| GP Skate Canada                  |                               |                               |                               |                               |                               | Thứ 2                         |
| GP France                        |                               |                               |                               |                               | Thứ 1                         |                               |
| GP NHK Trophy                    |                               |                               |                               |                               | Thứ 1                         | Thứ 2                         |
| CS Ondrej Nepela Trophy          |                               |                               |                               |                               | Thứ 1                         |                               |
| CS Autumn Classic International  |                               |                               |                               |                               |                               | Thứ 1                         |
| Quốc tế (cấp độ thiếu niên)      |                               |                               |                               |                               |                               |                               |
| Giải vô địch thiếu niên thế giới |                               |                               |                               | Thứ 8                         |                               |                               |
| JGP Final                        |                               |                               | Thứ 4                         | Thứ 4                         |                               |                               |
| JGP Czech Rep.                   |                               |                               | Thứ 2                         |                               |                               |                               |
| JGP Italy                        |                               |                               |                               | Thứ 3                         |                               |                               |
| JGP Latvia                       |                               |                               |                               | Thứ 2                         |                               |                               |
| JGP Slovenia                     |                               |                               | Thứ 1                         |                               |                               |                               |
| Asian Trophy                     |                               |                               |                               | Thứ 1                         |                               |                               |
| Quốc tế (cấp độ nhi đồng A)      |                               |                               |                               |                               |                               |                               |
| Asian Trophy                     |                               | Thứ 5                         |                               |                               |                               |                               |
| Triglav Trophy                   |                               | Thứ 1                         |                               |                               |                               |                               |
| Cấp quốc gia                     |                               |                               |                               |                               |                               |                               |
| Giải vô địch quốc gia            |                               |                               |                               | Thứ 3                         | Thứ 2                         | Thứ 1                         |
| Giải vô địch thiếu niên quốc gia |                               | Thứ 11                        | Thứ 11                        | Thứ 1                         |                               |                               |
| Giải vô địch nhi đồng quốc gia   | Thứ 11 A                      | Thứ 1 A                       |                               |                               |                               |                               |
| Hạng mục đồng đội                |                               |                               |                               |                               |                               |                               |
| Giải đồng đội thế giới           |                               |                               |                               |                               | Thứ 2                         |                               |
| TBD = Sẽ tham dự; WD = Rút lui   |                               |                               |                               |                               |                               |                               |